# ディーヴォのくいしん坊・万歳
ディーヴォのくいしん坊・万歳（Smooth Noodle Maps）はアメリカのロックバンド、ディーヴォのスタジオ・アルバム第8作目。本作発表後、バンドは事実上解散状態となり、実質的なラスト・アルバムと呼ばれていた。しかし、2010年に20年ぶりの新作『サムシング・フォー・エヴリバディ（Something For Everybody）』を発表し活動を再開した。 

## 収録曲
1. 堂々めぐり - Stuck In A Loop (3:52)
2. ポスト・ポスト・モダン人 - Post Post-Modern Man (2:55)
3. おれたちがやるとき - When We Do It (2:57)
4. ルーレットをまわせ - Spin The Wheel (3:46)
5. モーニング・デュー - Morning Dew (3:01)
6. 時代は変わる - A Change Is Gonna Cum (3:10)
7. ビッグ・ピクチャー - The Big Picture (2:45)
8. ピンク・ジャズ・トランス屋 - Pink Jazz Trancers (3:13)
9. ジミーは車椅子、関係ねぇよ - Jimmy (2:51)
10. DEVOだって人間なんだ - Devo Has Feelings Too (2:40)
11. いぬ小屋 - Dawghaus (3:23)